# 744 Аґунтіна
744 Аґунтіна (1913 QW, 1930 DZ, 1950 TL4, 744 Aguntina) — астероїд головного поясу, відкритий 26 лютого 1913 року.
Тіссеранів параметр щодо Юпітера — 3,178.